# لويس الأول ملك البرتغال

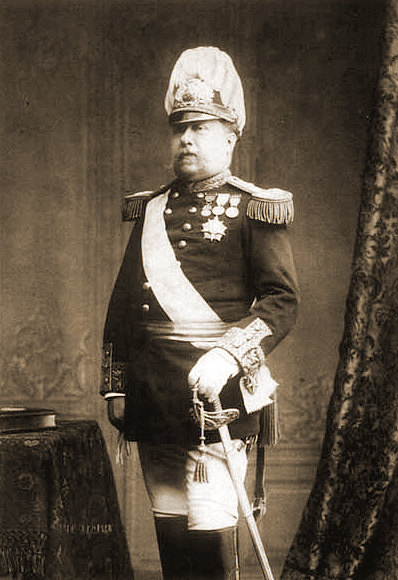
ملك لويس الأول

لويس الأول (بالبرتغالية: Luís I de Portugal) (31 أكتوبر 1838- 19 أكتوبر 1889) هو الابن الثاني لأمير فرناندو من ساكس كوبرغ وغوتا (فرناندو الثاني) وماريا الثانية ابنة بيدرو الأول والرابع ابن جواو السادس ابن بيدرو الثالث وماريا الأولى ابنة جوزيه الأول جوزيه الأول و بيدرو الثالث هم أبناء جواو الخامس ابن بيدرو الثاني ابن جواو الرابع هو أول ملوك أسرة براغانزا، هو ملك للبرتغال بعد وفاة أخوه الأكبر بيدرو الخامس الذي توفي دون وريث ذكر وكان قبل ذلك دوق باجة وفيسيو قبل الحكم، تزوج من الأميرة الإيطالية ماريا بيا السافوية ابنة ملك إيطاليا الموحدة فيتوريو إمانويلي الثاني، وانجبا كارلوس الأول وأفونسو، أمير الملكي للبرتغال وجد كلا من لويس فيليبي، أمير الملكي للبرتغال ومانويل الثاني ملك البرتغال أخر ملوك البرتغال.

## روابط خارجية
- لويس الأول ملك البرتغال على موقع الموسوعة البريطانية (الإنجليزية)